# Лёйендейк, Ари
Ари Лёйендейк (нидерл. Arie Luijendijk, англ. Arie Luyendyk, 21 сентября 1953, Соммельсдейк, Нидерланды) — нидерландский автогонщик, двукратный победитель гонки «500 миль Индианаполиса» (1990, 1997). Также выиграл две гонки в чемпионате CART (1991) и три — в IRL IndyCar (1996—1998).
Известен под прозвищем «Летучий голландец». В 2014 году был внесён в Зал славы мотоспорта Америки. Сын Ари Лёйендейк-младший также автогонщик.

## Биография
Лёйендейк начал гоночную карьеру в начале 1970-х и выиграл ряд национальных титулов. В 1977 году выиграл европейский чемпионат Formula Super Vee и перешёл в Формулу-3. В 1984 году переехал в США, где сразу же выиграл чемпионат Super Vee. За океаном Лёйендейк изменил написание своей фамилии с Luijendijk на Luyendyk. В 1985 году дебютировал в гонках «Индикар», завоевав титулы лучшего новичка сезона и «Инди-500». Первую победу в «Индикаре» Лёйендейк одержал в 1990 году — он выиграл легендарную гонку «500 миль Индианаполиса», пройдя дистанцию с рекордной средней скоростью 299,307 км/ч. Это достижение было побито только через 23 года Тони Канааном — 301,644 км/ч. Лёйендейк трижды завоёвывал поул-позицию в Индианаполисе — в 1993, 1997 и 1999 годах, а в 1997 году выиграл гонку во второй раз. В 1998 году завершил карьеру. В 1999, 2001 и 2002 годах выступал в «Инди-500», в 2003 году не смог принять участие в гонке из-за аварии в квалификации.
В 1989 году совместно с Джеффом Брэбемом и Чипом Робинсоном на Nissan GTP ZX-Turbo выиграл гонку «12 часов Себринга». В 1998 году совместно с Мауро Бальди, Джампьеро Моретти и Дидье Тейсом выиграл гонку «24 часа Дейтоны» на Ferrari 333 SP.
Именем Лёйендейка назван последний поворот трассы в Зандворте.